# Xenotime-(Yb)
Lo xenotime-(Yb) è un minerale.